# Bezirk Sanok

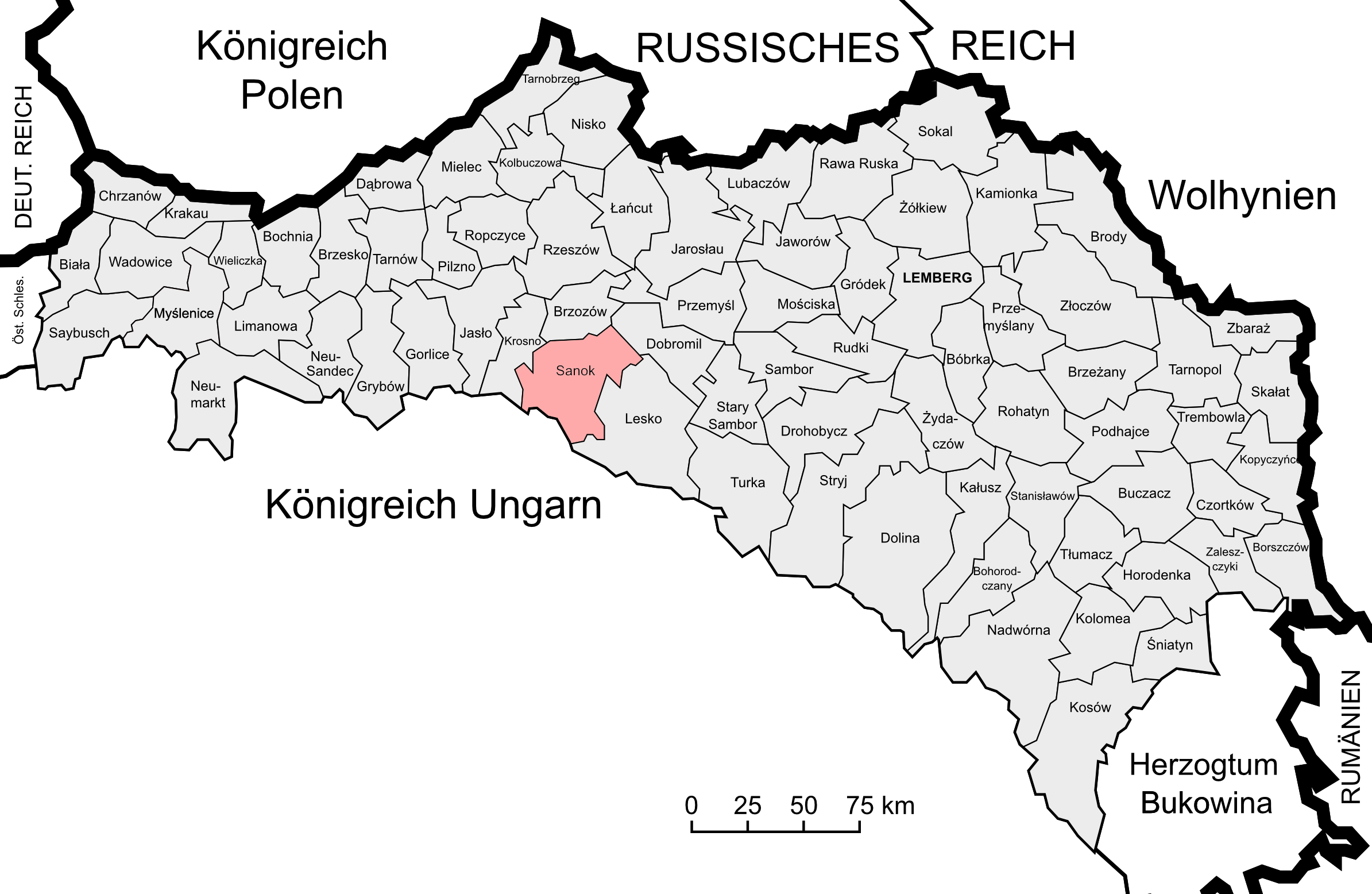
Lage des Bezirks Sanok im Kronland Galizien und Lodomerien

Der Bezirk Sanok war ein politischer Bezirk im Kronland Galizien und Lodomerien. Sein Gebiet umfasste Teile Ostgaliziens im heutigen Polen (Powiat Sanok), Sitz der Bezirkshauptmannschaft war die Stadt Sanok. Nach dem Ersten Weltkrieg musste Österreich den gesamten Bezirk an Polen abtreten, hier sind große Teile heute im Powiat Sanocki zu finden.
Er grenzte im Norden an den Bezirk Brzozów, im Nordosten an den Bezirk Dobromil, im Südosten an den Bezirk Lisko, im Süden an das Königreich Ungarn sowie im Westen an den Bezirk Krosno.

## Geschichte
Ein Vorläufer des späteren Bezirks (Verwaltungs- und Justizbehörde zugleich) wurde zum Ende des Jahres 1850 geschaffen, die Bezirkshauptmannschaft Sanok war dem Regierungsgebiet Lemberg unterstellt und umfasste folgende Gerichtsbezirke:
- Gerichtsbezirk Sanok
- Gerichtsbezirk Lisko
- Gerichtsbezirk Baligród

Nach der Kundmachung im Jahre 1854 kam es am 29. September 1855 zur Einrichtung des Bezirksamtes Sanok (weiterhin für Verwaltung und Gerichtsbarkeit zuständig) innerhalb des Kreises Sanok.
Nachdem die Kreisämter Ende Oktober 1865 abgeschafft wurden und deren Kompetenzen auf die Bezirksämter übergingen, schuf man nach dem Österreichisch-Ungarischen Ausgleich 1867 auch die Einteilung des Landes in zwei Verwaltungsgebiete ab. Zudem kam es im Zuge der Trennung der politischen von der judikativen Verwaltung zur Schaffung von getrennten Verwaltungs- und Justizbehörden. Während die gerichtliche Einteilung weitgehend unberührt blieb, fasste man Gemeinden mehrerer Gerichtsbezirke zu Verwaltungsbezirken zusammen. 
Der neue politische Bezirk Sanok wurde aus folgenden Bezirken gebildet:
- Bezirk Sanok (mit 48 Gemeinden)
- Teilen des Bezirks Rymanów (mit 29 Gemeinden)
- Bezirk Bukowsko (mit 30 Gemeinden)
- Teilen des Bezirks Lisko (mit 29 Gemeinden)

Der Bezirk Sanok bestand bei der Volkszählung 1910 aus 136 Gemeinden sowie 117 Gutsgebieten und umfasste eine Fläche von 1261 km². Hatte die Bevölkerung 1900 noch 105.303 Menschen umfasst, so lebten hier 1910 108.678 Menschen. Auf dem Gebiet lebten dabei mehrheitlich Menschen mit polnischer Umgangssprache (54 %) und griechisch-katholischem Glauben, Juden machten rund 10 % der Bevölkerung aus.

## Ortschaften
Auf dem Gebiet des Bezirks bestand 1900 Bezirksgerichte in Bukowsko, Rymanów und Sanok, diesen waren folgende Orte zugeordnet:
Gerichtsbezirk Bukowsko:
- Bełchówka
- Bukowsko Miasto (Stadt)
- Bukowsko Wieś (Dorf)
- Czystohorb, auch Horb
- Darów
- Dołżyca
- Duszatyn
- Jasiel, auch Jasełko
- Jawornik
- Kamienne
- Karlików
- Komańcza
- Kulaszne
- Mików
- Mokre
- Morochów
- Moszczaniec
- Nadolany
- Nagórzany
- Niebieszczany
- Stadt Nowotaniec
- Osławica
- Płonna
- Prełuki
- Przybyszów
- Puławy bestehend aus den Ortsteilen Puławy und Wernejówka
- Radoszyce
- Ratnawica
- Rzepedź
- Surowica
- Szczawne
- Tokarnia
- Turzańsk
- Wisłok Wielki
- Wola Piotrowa
- Wola Sękowa
- Wolica
- Wysoczany bestehend aus den Ortsteilen Kożuszne und Wysoczany
- Zawadka Morochowska
- Zboiska

Gerichtsbezirk Rymanów:
- Bałucianka
- Besko
- Bzianka
- Czeremcha
- Daliowa
- Deszno
- Głębokie
- Stadt Jaśliska
- Kamionka
- Klimkówka
- Królik Polski
- Królik Wołoski
- Ladzin (Ładzin) bestehend aus den Ortsteilen Ladzin (Ładzin) und Zmysłówka
- Lipowiec
- Milcza
- Mymoń
- Polany Surowiczne
- Posada Dolna
- Posada Górna
- Posada Jaśliska
- Rudawka Jaśliska
- Rudawka Rymanowska
- Stadt Rymanów
- Sieniawa
- Szklary
- Tarnawka
- Wisłoczek
- Wola Niżna
- Wola Wyżna
- Wołtuszowa
- Wróblik Szlachecki
- Wulka
- Zawadka Rymanowska
- Zawoje

Gerichtsbezirk Sanok:
- Bażanówka
- Bykowce
- Czerteż
- Dąbrówka Polska
- Dąbrówka Ruska
- Dębna
- Długie
- Dolina
- Dudyńce
- Falejówka
- Hłomcza
- Hołuczków
- Stadt Jaćmierz
- Jędruszkowce
- Kostarowce
- Lalin, auch Jałyń
- Liszna
- Łodzina
- Markowce
- Międzybrodzie
- Stadt Mrzygłód
- Nowosielce
- Odrzechowa
- Olchowce
- Pakoszówka
- Pielnia
- Pisarowce
- Płowce
- Pobiedno
- Posada Jaćmierska
- Posada Olchowska
- Posada Sanocka, auch Przedmieście Sanockie
- Posada Zarszyńska
- Prusiek
- Raczkowa
- Rakowa
- Sanoczek
- Stadt Sanok bestehend aus den Ortsteilen Sanok und Posada Sanocka
- Siemuszowa
- Srogów Dolny
- Srogów Górny bestehend aus den Ortsteilen Jurowce und Srogów Górny
- Strachocina
- Stróże Małe
- Stróże Wielkie
- Trepcza
- Tyrawa Solna
- Tyrawa Wołoska
- Wielopole
- Wola Krecowska
- Wujskie
- Zabłotce
- Zagórz
- Zahutyń
- Załuż bestehend aus den Ortsteilen Doliny Załuzkie und Załuż
- Stadt Zarszyn
- Zasław